# Droga wojewódzka 114
Die Droga wojewódzka 114 (DW 114) ist eine polnische Woiwodschaftsstraße im Nordwesten der Woiwodschaft Westpommern. Sie beginnt im polnischen Nowe Warpno (Neuwarp), das durch eine Fähre über den Neuwarper See mit Altwarp in Mecklenburg-Vorpommern verbunden ist. Sie verläuft vom Stettiner Haff entlang der Oder durch die Kreisstadt Police (Pölitz) bis zur DW 115 bei Tanowo (Falkenwalde). Die Gesamtlänge beträgt 42 Kilometer.
Die DW 114 verläuft in der Woiwodschaft Westpommern innerhalb des Kreises Police (Pölitz).

## Straßenverlauf
Woiwodschaft Westpommern:
Powiat Policki (Kreis Pölitz)
- Nowe Warpno (Neuwarp)

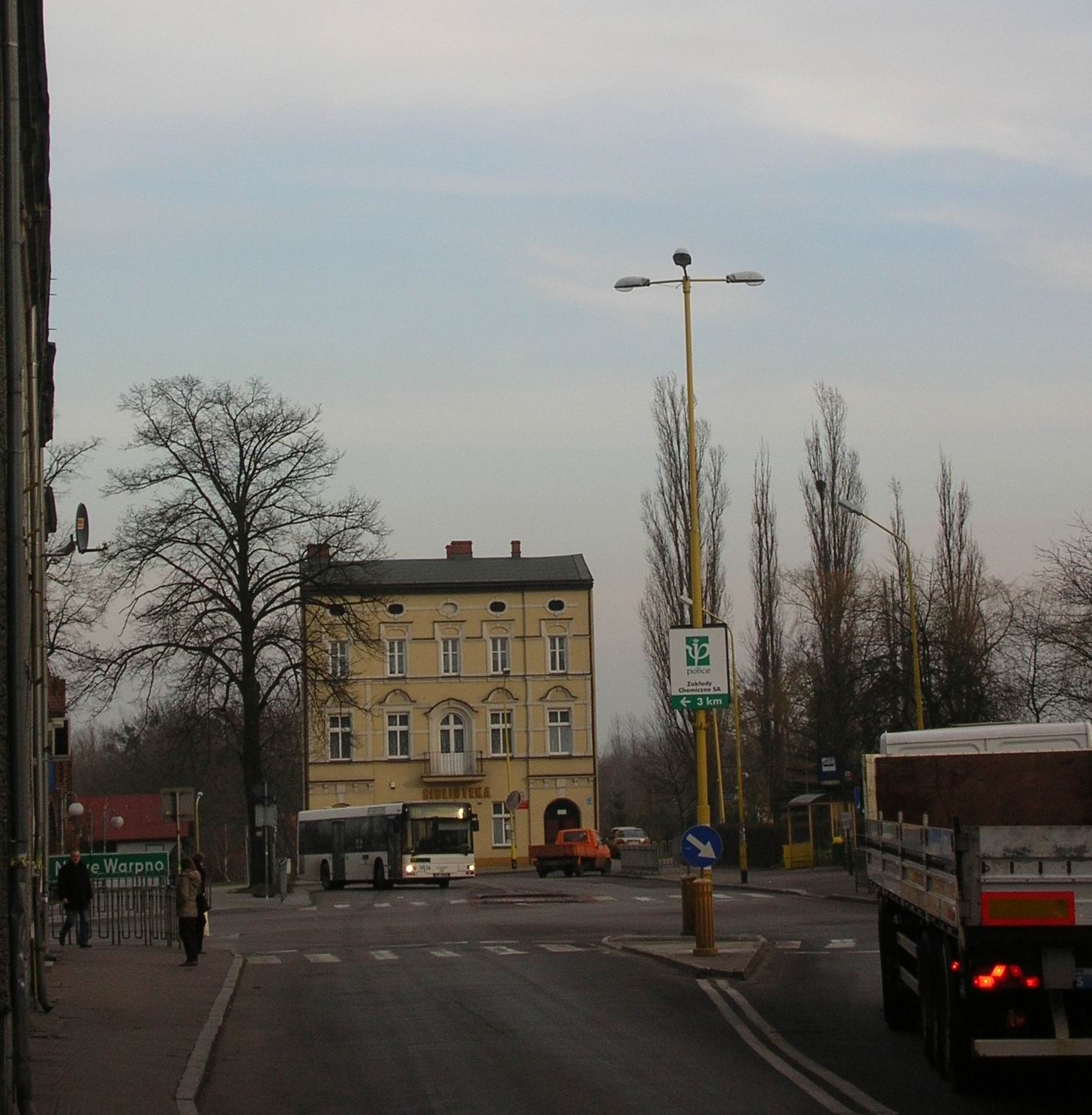
Die DW 114 in Police

- Nowe Warpno-Karszno (Neuwarp-Albrechtsdorf)
- Warnołęka (Wahrlang)
- Brzózki (Althagen)
- Trzebież (Ziegenort)

X Staatsbahnlinie 406: Szczecin-Trzebież (Stettin-Ziegenort) X
- Uniemyśl (Wilhelmsdorf)

X Staatsbahnlinie 406: Szczecin-Trzebież X
- Niekłończyca (Königsfelde)
- Dębostrów (Damuster)

~ Gunica (Aalbach) ~
- Police-Jasienica (Pölitz-Jasenitz)
- Police (Pölitz)

X Staatsbahnlinie 406: Szczecin-Trzebież X
- Trzeszczyn (Trestin)
- Tanowo (Falkenwalde) (DW 115) → Pilchowo (Polchow) → Stettin bzw. → Dobieszczyn (Entepöl, Gemeinde Groß Mützelburg) an der Staatsgrenze nach Deutschland (kein Übergang, bis 1945 Landweg nach Hintersee (Vorpommern))